# JAWTEX 2014
JAWTEX 2014 (Abkürzung für: Joint Air Warfare Tactical Exercise) war ein Großmanöver der Bundeswehr, das vom 12. bis 23. Mai 2014 in Nord- und Nordostdeutschland stattfand. Schwerpunkt war das Üben der Interaktion von Luftstreitkräften mit Verbänden des Heeres und der Marine (Air Surface Integration) sowie die streitkräftegemeinsame Taktische Feuerunterstützung.
An JAWTEX 2014 nahmen rund 4200 bis 4500 Soldaten zwölf verschiedener Nationen mit über 100 bemannten und unbemannten Fluggeräten (Jets, Transportflieger, Helikopter, Drohnen, AWACS) sowie Schiffen der Bundesmarine teil. Das größte Truppenkontingent stellte Deutschland, davon 1300 die Luftwaffe. Etwa 800 Teilnehmer kamen aus den NATO-Mitgliedsstaaten Niederlande, Frankreich, Italien, Slowenien, Griechenland, Türkei, Ungarn und Vereinigte Staaten von Amerika sowie den nicht der NATO angehörenden Ländern Finnland, Österreich und Schweiz. Die Teilnahme der neutralen Schweiz im Rahmen des Programms Partnerschaft für den Frieden stieß im Land teils auf Kritik. SVP-Nationalrat Lukas Reimann, der auch Präsident der Aktion für eine unabhängige und neutrale Schweiz ist, forderte den sofortigen Abzug der Schweizer Teilnehmer.
Die organisatorische Verantwortung hatte das Zentrum Luftoperationen, die operative Zentrale (Führungsgefechtsstand) während der Übung befand sich auf dem Fliegerhorst Holzdorf. Übungsdirektor war Brigadegeneral Burkhard Pototzky.
Das zugrunde gelegte Szenario war, dass das Manövergebiet eine fiktive Insel darstellt, die in fünf Nationen geteilt ist, zwischen denen grenzübergreifende Konflikte bestehen. Eines der Länder (real etwa das Gebiet von Schleswig-Holstein und Nordniedersachsen umfassend) ist neutral, von dort aus griffen NATO-Truppen ein, um die Situation zu stabilisieren.
Tiefflugeinsätze wurden nur werktags durchgeführt und beschränkten sich im Wesentlichen auf Truppenübungsplätze. Am 19. Mai wurde auf dem Truppenübungsplatz Klietz eine Luftlandeübung durchgeführt, bei der von den rund 900 am Manöver beteiligten Luftlandesoldaten etwa 400 absprangen.
JAWTEX 2014 war die größte Militärübung in Deutschland seit der Wiedervereinigung und stellte den Auftakt zu einer neuen Serie von Manövern dar. Sie löst die frühere ELITE-Übungsserie ab, legt im Unterschied zu dieser aber das Gewicht auf Breite vor Tiefe. Die JAWTEX-Manöver sollen künftig alle zwei Jahre stattfinden.